# 1995년 다카라즈카 기념
1995년 다카라즈카 기념은 중앙경마의 G1급 중상경주 다카라즈카 기념의 36번째 대회로, 1995년 6월 4일에 교토 경마장에서 개최되었다.
단츠 시애틀이 우승을 차지했으며, 라이스 샤워는 개방골절로 낙마사고를 일으킨 후 안락사 처분되었다.

## 경주 전
한신 경마장이 효고현 남부 지진의 피해를 입음에 따라, 본 경주는 교토 경마장에서 한신·아와지 대진재 피해의 복구를 지원하기 위한 경주로서 실시되었다.

## 출전마 정보
출전마의 연령 표기는 구 표기를 따르며, 성적 표기는 출전 당시를 기준으로 한다.
| 마번 | 경주마           | 성별 | 연령         | 기수              | 배당률 (인기 순위) |
| ---- | ---------------- | ---- | ------------ | ----------------- | ------------------ |
| 1    | 단츠 시애틀      | 수컷 | 6세 (현 5세) | 무라모토 요시유키 | 5.1 (2)            |
| 2    | 댄싱 서패스      | 수컷 | 6세 (현 5세) | 기시 시게히로     | 83.0 (15)          |
| 3    | 에어 더블린      | 수컷 | 5세 (현 4세) | 시이 히로후미     | 10.4 (6)           |
| 4    | 토요 리파르      | 수컷 | 6세 (현 5세) | 마쓰나가 마사히로 | 134.9 (17)         |
| 5    | 아이르톤 심볼리  | 수컷 | 7세 (현 6세) | 후지타 신지       | 43.5 (12)          |
| 6    | 사쿠라 치토세 오 | 수컷 | 6세 (현 5세) | 고지마 후토시     | 4.4 (1)            |
| 7    | 하기노 리얼 킹   | 수컷 | 6세 (현 5세) | 미나이 가쓰미     | 25.0 (9)           |
| 8    | 나리타 타이신    | 수컷 | 6세 (현 5세) | 야마다 다이세이   | 13.3 (7)           |
| 9    | 타이키 블리자드  | 수컷 | 5세 (현 4세) | 오카베 유키오     | 7.8 (5)            |
| 10   | 네하이 시저      | 수컷 | 6세 (현 5세) | 시오무라 가쓰미   | 6.9 (4)            |
| 11   | 인터 마이 웨이   | 수컷 | 6세 (현 5세) | 마쓰나가 미키오   | 86.0 (16)          |
| 12   | 토미시노 포룽가  | 수컷 | 7세 (현 6세) | 안도 가쓰미       | 74.8 (14)          |
| 13   | 고 고 제트       | 수컷 | 5세 (현 4세) | 이시바시 마모루   | 38.4 (11)          |
| 14   | 초카이 캐럴      | 암컷 | 5세 (현 4세) | 고지마 사다히로   | 28.9 (10)          |
| 15   | 후지야마 켄잔    | 수컷 | 8세 (현 7세) | 가와치 히로시     | 47.8 (13)          |
| 16   | 라이스 샤워      | 수컷 | 7세 (현 6세) | 마토바 히토시     | 6.0 (3)            |
| 17   | 인터 라이너      | 수컷 | 5세 (현 4세) | 요코야마 노리히로 | 23.0 (8)           |

## 경주 후

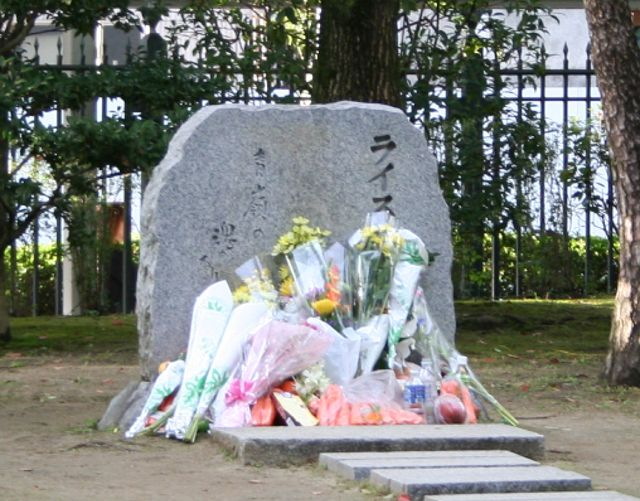
라이스 샤워의 추념비

## 경주 결과
| 순위 | 마번 | 경주마           | 시간   | 도착차                              |
| ---- | ---- | ---------------- | ------ | ----------------------------------- |
| 1    | 1    | 단츠 시애틀      | 2.10.2 | -                                   |
| 2    | 9    | 타이키 블리자드  | 2.10.3 | 목                                  |
| 3    | 3    | 에어 더블린      | 2.10.3 | 목                                  |
| 4    | 4    | 토요 리파르      | 2:10.6 | {\displaystyle 1{\frac {3}{4}}}마신 |
| 5    | 5    | 아이르톤 심볼리  | 2:10.7 | {\displaystyle {\frac {1}{2}}}마신  |
| 6    | 2    | 댄싱 서패스      | 2:10.8 | {\displaystyle {\frac {1}{2}}}마신  |
| 7    | 6    | 사쿠라 치토세 오 | 2:10.9 | {\displaystyle {\frac {3}{4}}}마신  |
| 8    | 13   | 고 고 제트       | 2:11.0 | {\displaystyle {\frac {1}{2}}}마신  |
| 9    | 7    | 하기노 리얼 킹   | 2:11.1 | {\displaystyle {\frac {1}{2}}}마신  |
| 10   | 12   | 토미시노 포룽가  | 2:11.3 | {\displaystyle 1{\frac {1}{2}}}마신 |
| 11   | 15   | 후지야마 켄잔    | 2:11.5 | {\displaystyle 1{\frac {1}{2}}}마신 |
| 12   | 14   | 초카이 캐럴      | 2:11.6 | {\displaystyle {\frac {3}{4}}}마신  |
| 13   | 11   | 인터 마이 웨이   | 2:12.0 | {\displaystyle 2{\frac {1}{2}}}마신 |
| 14   | 10   | 네하이 시저      | 2:12.0 | 목                                  |
| 15   | 17   | 인터 라이너      | 2:12.0 | 머리                                |
| 16   | 8    | 나리타 타이신    | 2:12.1 | 목                                  |
| DNF  | 16   | 라이스 샤워      | -      | -                                   |

- DNF: 미완주

## 같이 보기
- 1998년 추계 천황상: 사일런스 스즈카가 경주 도중 분쇄골절로 안락사된 사건이 발생한 대회.